# NGC 7221
NGC 7221 est une galaxie spirale barrée située dans la constellation du Poisson austral. Sa vitesse par rapport au fond diffus cosmologique est de 4 075 ± 20 km/s, ce qui correspond à une distance de Hubble de 60,1 ± 4,2 Mpc (∼196 millions d'al). NGC 7221 a été découverte par l'astronome britannique John Herschel en 1834.
La classe de luminosité de NGC 7221 est II-III et elle présente une large raie HI.
À ce jour, dix mesures non basées sur le décalage vers le rouge (redshift) donnent une distance de 57,100 ± 4,531 Mpc (∼186 millions d'al), ce qui est à l'intérieur des valeurs de la distance de Hubble. Notons cependant que c'est avec la valeur moyenne des mesures indépendantes, lorsqu'elles existent, que la base de données NASA/IPAC calcule le diamètre d'une galaxie et qu'en conséquence le diamètre de NGC 7221 pourrait être d'environ 44,2 kpc (∼144 000 al) si on utilisait la distance de Hubble pour le calculer.

## Groupe de NGC 7221
Selon A. M. Garcia, NGC 7221 est la principale galaxie d'un trio qui porte son nom. Les deux autres galaxies du groupe de NGC 7221 sont NGC 7229 et ESO 467-25.